# Pierre-Frédéric Larguier des Bancels
Pierre-Frédéric Larguier des Bancels (* 29. September 1738 in Saint-Germain-de-Calberte; † 18. Februar 1811 auf Ile de France) war ein französisch-schweizerischer Kaufmann, Sklavenhändler und Plantagenbesitzer.

## Leben

### Familie
Pierre-Frédéric Larguier des Bancels war der Sohn des Viehzüchters Antoine Larguier des Bancels († 1794) und dessen Ehefrau Louise (geb. Dumas); er hatte noch drei Geschwister.
Er heiratete am 3. Januar 1764 Adrienne Sophie Dorothée, die Tochter von Abraham Richard (* um 1700), Professor am Collège de Genève. Gemeinsam mit seiner Ehefrau liess er sich in Lausanne nieder.
Aus der Ehe gingen drei Kinder hervor:
- Antoine-Frédéric Larguier des Bancels;
- Sophie-Adrienne Martinet Larguier des Bancels;
- Jean-Samuel Larguier des Bancels.

Aus konfessionellen Gründen liess er sich 1765 als Bürger von Ecublens einbürgern.

### Werdegang
Pierre-Frédéric Larguier des Bancels übernahm mit dem Bankier Georges Grand (17167–1793) und Louis Hollard in Lausanne ein Wolltuchgeschäft. Nachdem das Unternehmen nach einem Jahr aufgelöst worden war, musste Pierre-Frédéric Larguier des Bancels nach Saint-Germain-de-Calberte fliehen, weil er einen Teil des Warenbestands unterschlagen hatte; seine Frau kehrte zu ihren Eltern nach Genf zurück, folgte ihm dann aber später nach.
Er zog 1775 in das südwestfranzösische Rochefort, um sich nach der Ile de France einzuschiffen, wo sein Bruder François Larguier des Bancels mit den indischen Handelsposten sowie den Häfen von Nantes und Lorient Geschäfte machte; aufgrund einer englischen Seeblockade verzögerte sich dann die Ausreise bis 1782. In dieser Zeit bestritt er seinen Lebensunterhalt mit dem Handel von Butter, die er im Umland erwarb und an die Schiffe der königlichen Marine verkaufte.
Er reiste 1782 nach der Ile de France und beteiligte sich am Geschäft seines Bruders, der mit Baumwolltuch, Reis, Zucker, Tee, Gewürze und chinesischem Porzellan mit Madras, Pondicherry, Chandernagor und anderen indischen Handelsposten handelte, um sowohl seine Eltern als auch seine Ehefrau und die Kinder, die in Genf lebten, finanziell zu unterstützen. Er weitete seine Tätigkeit auf den Handel mit Sklaven aus, die er in Madagaskar erwarb und entweder auf der Ile de France oder auf den Antillen verkaufte. Eine Reihe von Handelsfahrten, die in der Zeit von 1787 bis 1788 wegen Stürmen, Havarien, Aufstände und den Tod von Versklavten, scheiterten und führten zu erheblichen finanziellen Verlusten. 1787 holte er seinen Sohn Antoine-Frédéric Larguier des Bancels auf die Insel, dem er 1790, nach dem Tod seines Bruders François Larguier des Bancels, die Geschäfte und insbesondere das Schiff Le Tigre übertrug.
Er selbst gab den Überseehandel auf und kaufte sich in Trois-Ilôts, im Bezirk Flacq, eine Zuckerrohrplantage, die er von rund 100 Sklavinnen und Sklaven bewirtschaften liess; zugleich wurde er Mitglied der Kolonialversammlung der Ile de France. Nachdem sich die wirtschaftliche Situation verschlechtert hatte, verschärfte die Französische Revolution die Lage auf der Insel. In der Folge des Dekrets vom 4. Februar 1794 (siehe Code Noir), das die Sklaverei in allen französischen Kolonien abschaffte, beschloss er, seinen kolonialen Besitz zu verkaufen und nach Europa zurückzukehren. Die Umsetzung dieses Planes wurde durch den schwachen Markt verhindert. In dieser Zeit brach sein kranker Sohn Antoine-Frédéric Larguier des Bancels 1800 nach Hamburg auf, um sich behandeln zu lassen, überlebte die Überfahrt jedoch nicht. Pierre-Frédéric Larguier des Bancels, der inzwischen ebenfalls gesundheitlich angeschlagen war, musste 1801 den Niedergang seiner Plantage mitansehen; zur gleichen Zeit reiste seine Tochter Sophie-Adrienne Larguier des Bancels zu seiner Unterstützung aus Genf an.
Kurz nach der Annexion der Insel durch die Engländer 1810 starb er hoch verschuldet. Er vermachte seinen Erben die Plantage in Trois-Ilôts mit etwa 20 Sklaven.